# Gerrit Jansen (auteur)
Gerrit Jansen (Amsterdam, 17 juni 1836 - Den Helder, 28 december 1898) was een Nederlands onderwijzer en auteur.
Hij werd geboren als zoon van een Amsterdamse scheepstimmerman. Na zijn studie werkte Jansen onder andere in Den Helder als (hoofd)onderwijzer. Hij schreef voor diverse kranten en vertaalde geprezen werken van Gustave Aimard en het duo Erckman-Chatrian. Zijn eigen werk bestond onder meer uit blijspelen met zang.
In 1877 schreef hij een brochure over het door Cornelis over de Linden uitgebracht Oera Linda, De schrijver van het Oera Linda Boek is niet Cornelis over de Linden. Jansen was corrector van de (nagelaten) geschriften van Over de Linden. 